# Pursued (película de 1934)
Pursued es una película dramática de 1934 producida y distribuida por Fox Film Corporation. Está basado en una historia de The Saturday Evening Post, The Painted Lady, de Larry Evans. Anteriormente fue filmada por Fox como la película muda When a Man Sees Red en 1917.

## Argumento
Un hombre llega a Borneo Septentrional para hacerse cargo de la plantación de su tío fallecido y se enamora de un cantante de cabaré, quien lo cuida hasta que recupera la salud después de un ataque, pero ella es también objeto del deseo del dueño de otra plantación.

## Reparto
- Rosemary Ames - Mona.
- Victor Jory - Beauregard.
- Russell Hardie - David Landeen.
- George Irving - Dr. Otto Steiner.
- Chan Jim - Vendedor de aves.
- Nora Cecil - Trabajadora de asistencia social turística.
- James Dime - Malays
- Miss Frieda - Bailarina.
- Douglas Gerrard - Marinero inglés.
- John Gough - Ayudante de barco.
- Virginia Hills - Chica de porcentaje.
- Pert Kelton - Gilda.
- Elsie Larson - Chica de porcentaje.
- Margaret Mann - Turista.
- Torben Meyer - Hansen.
- Lucille Miller - Chica de porcentaje.
- Stanley Price - Sirviente.
- Constance Purdy - Trabajadora de asistencia social turística.
- Tom Ricketts - Turista.
- John Rogers - Ayudante de barco.
- Betty Schofield - Bailarina.
- Allan Sears - Compañero.
- Harry Semels - Propietario de la cafetería.
- Ella Serrurier - Bailarina.